# 玉井雅隆
玉井 雅隆（たまい まさたか、1975年 - ）は、日本の政治学者。専門は、国際関係論。元東北公益文科大学教授。2024年より秋田大学大学院国際資源学研究科・国際資源学部 国際資源学科 資源政策コース 教授。

## 来歴
兵庫県出身。学位は、博士（国際関係学）（立命館大学）。立命館大学大学院国際関係学研究科博士課程修了。
高知大学、横浜市立大学、関西学院大学、京都学園大学講師、CSCE/OSCE（欧州安保協力会議／機構）プラハ文書センター（DCiP)現地研究員等を経て、東北公益文科大学教授。2024年より秋田大学 教授。

## 単著
- 『欧州安全保障協力機構(OSCE)の多角的分析 ：「ウィーンの東」と「ウィーンの西」の相克』（志學社、2021年）
- 『CSCE少数民族高等弁務官と平和創造 』(21世紀国際政治学術叢書)（国際書院、2014年）

## 共編著
- （山本武彦）現代国際関係学叢書〈第1巻〉『国際組織・国際制度』 （志學社、 2017年）

## 論文
- 「マイノリティとトラスト―CSCE/OSCEにおける『信頼醸成（トラスト）』とマスメディア」『公共政策研究』19号、2019年[2]
- 「バチカンと国際政治 : CSCEにおけるバチカンの役割と宗教 (信仰と平和) 」『平和研究』 49号、63-86ページ、 2018年
- "Energy Security, Economic Sanction and the OSCE : From Economic Dimension to Security Dimension," Journal of policy science vol.10, pp.45-56, 2016.
- (Noboru Miyawaki, Nanjin. Dorjisren) "From Helsinki to Ulaanbaatar,"  Strategiin Sudalgaa (The Mongolian Journal of Strategic Studies), No.69, 2015, pp.51-60.

## 学術賞
- 日本シミュレーション・ゲーミング学会　学会賞研究賞（2006年）　近藤敦・岡野正と共同受賞[3][4]
- 日本公共政策学会　学会賞著作賞（2015年）[3]